# ديفيد إتش. ويلسون
ديفيد إتش. ويلسون هو سياسي كندي، ولد في 2 أكتوبر 1855، وتوفي في 10 ديسمبر 1926.